# Берестя-Східний
Бе́рестя-Схíдний (біл. Брэ́ст-Усхóдні) — вузлова сортувальна залізнична станція Берестейського відділення Білоруської залізниці на перетині ліній  Барановичі-Центральні — Берестя-Центральний та Берестя-Східний — Берестя-Північний. Розташована у східній частині міста Берестя Берестейської області.
Від станції відгалужуються під'їзні колії до таких підприємств міста, як  Берестейський електромеханічний завод (БЕМЗ), Берестейський електроламповий завод (БЕЛЗ), КУП «Берестяжитлобуд», ВАТ «Берестейський КСМ», завод ЗБК будтресту № 8,  база ВАТ «Продтовари», ВАТ «Савушкін продукт», база ОПС тощо.

## Пасажирське сполучення
На станції Берестя-Східний зупиняються регіональні поїзди економкласу сполученням:
- Берестя-Центральний —  Барановичі-Поліські;
- Берестя-Центральний —  Білозерськ;
- Берестя-Центральний —  Лунинець;
- Берестя-Центральний —  Пінськ.